# Uddevalla kommun

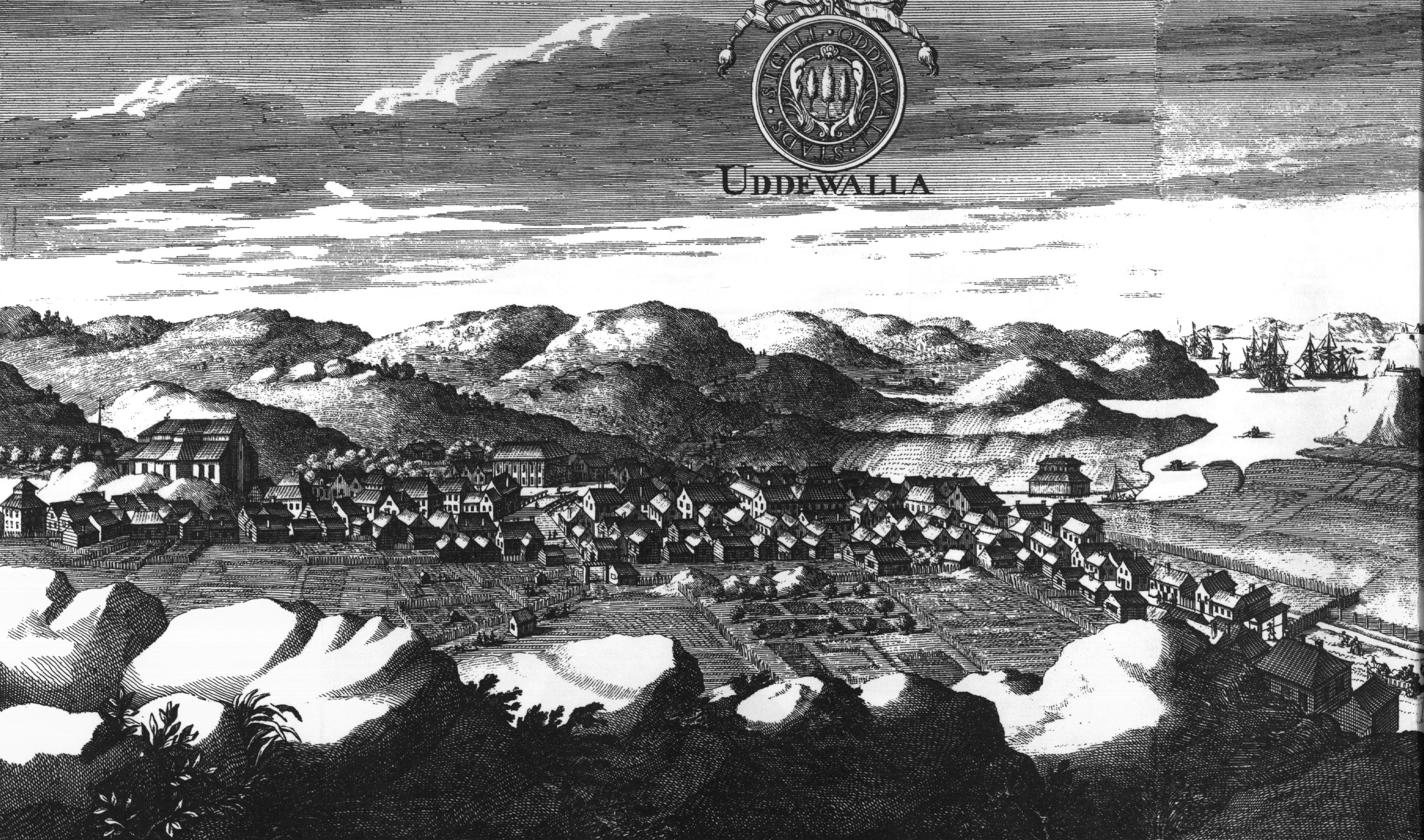
Uddevalla omkring 1700

Uddevalla kommun är en kommun i Västra Götalands län, i före detta Göteborgs och Bohus län. Centralort är Uddevalla.

## Administrativ historik
Kommunens område motsvarar socknarna: Bokenäs, Bäve, Dragsmark, Forshälla, Grinneröd, Herrestad, Högås, Lane-Ryr, Ljung, Resteröd och Skredsvik. I dessa socknar bildades vid kommunreformen 1862 landskommuner med motsvarande namn. I området fanns även Uddevalla stad som 1863 bildade en stadskommun.
1944 införlivades Bäve landskommun i Uddevalla stad. 
Vid kommunreformen 1952 bildades i området "storkommunerna" Ljungskile (av de tidigare kommunerna Grinneröd, Ljung och Resteröd), Skaftö (av  Bokenäs, Dragsmark, Fiskbäckskil, Grundsund och Skaftö) samt Skredsvik (av Herrestad, Högås och Skredsvik) medan landskommunerna Forshälla och Lane-Ryr samt Uddevalla stad  förblev opåverkade.
Uddevalla kommun bildades vid kommunreformen 1971 av Uddevalla stad, landskommunerna Forshälla, Lane-Ryr, Ljungskile och Skredsvik samt delar ur Skaftö landskommun (Bokenäs och Dragsmarks församlingar).
Kommunen ingår sedan bildandet i Uddevalla tingsrätts domsaga.
Kommunen ingår sedan 2013 i förvaltningsområdet för finska.

## Geografi
Kommunen är belägen i de mellersta delarna av landskapet Bohuslän och gränsar i norr till Lysekils kommun och Munkedals kommun i före detta Göteborgs och Bohus län och Färgelanda kommun i före detta Älvsborgs län. I öster gränsar kommunen till Vänersborgs kommun och Lilla Edets kommun i före detta Älvsborgs län. I söder ligger Stenungsunds kommun och i väster Orusts kommun i före detta Göteborgs och Bohus län. I väster har kommunen Byfjorden och Havstensfjorden som är vikar i Skagerrak. I öst-västlig riktning rinner Bäveån som är den traditionella gränsen mellan norra och södra Bohuslän; Viken eller Ranrike respektive Älvsyssel. En ytterst liten del av Dalsland ligger inom kommunens gränser vid ön Fällön i sjön Övre Trästickeln, i Skredsvik kommundel.

### Topografi och hydrografi
Kommunen präglas av ett starkt kuperat sprickdalslandskap. Djupa fjordar som Gullmarsfjorden (Gullmarn) och Havstensfjorden avgränsar kommunen mot skärgården i väster. Innanför fjordlandskapet finns de viktigaste odlingsmarkerna i de lerfyllda sprickdalarna. Längs de branta bergssidorna växer ofta storvuxna träd som ek, alm, lind och lönn på vågsvallade jordarter. Spridda skalgrusbankar, bestående av mussel- och snäckskal, såsom Bräcke–Kurödsbankarna inne i Uddevalla tätort, främjar en kalkkrävande och artrik flora.
I norr ligger Herrestadsfjället och i söder Bredfjället, som båda utgör höglänt och starkt bruten vildmarksterräng. Dessa områden är täckta av hällmarksbarrskog, insjöar, myrmarker, karga ljunghedar och lummiga bäckdalar, vilket ger en mångfaldig och varierad natur.
I kommunen finns öarna: Bassholmen, Lilla Bornö, Restenäs ö, Rödön och Ulvön.

### Naturskydd
Bland naturreservat i Uddevalla kommun återfinns: 
- Lilla Hasselöns naturreservat
- Emaus naturreservat
- Herrestadsfjällets naturreservat
- Kuröds skalbankars naturreservat
- Kalvöns naturreservat
- Ekholmens naturreservat

### Administrativ indelning
Fram till 2016 var kommunen för befolkningsrapportering indelad i
- Bokenäsets församling
- Bäve församling
- Dalabergs församling
- Herrestads församling
- Lane-Ryrs församling
- Uddevalla församling

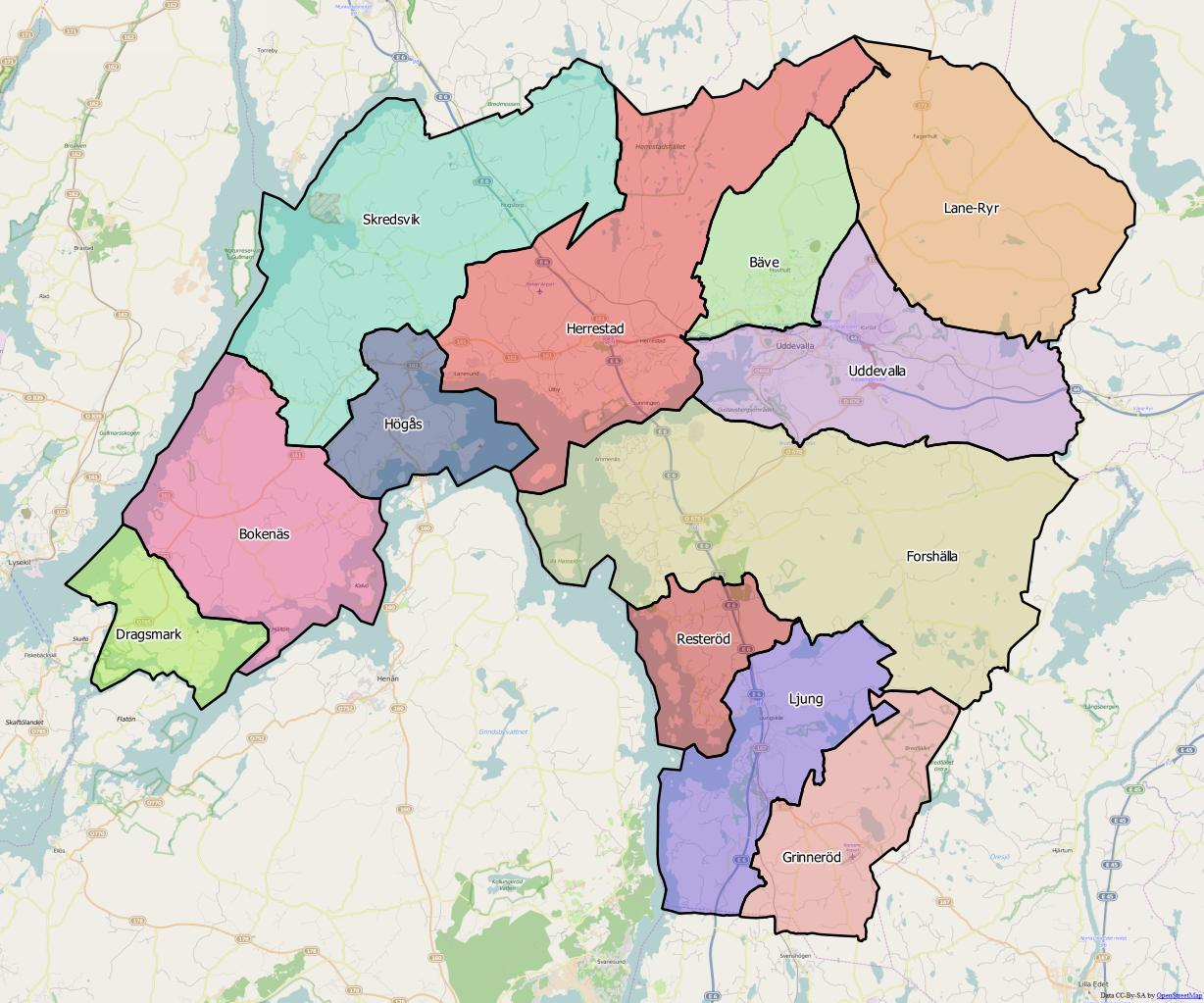
Distrikt inom Uddevalla kommun

Från 2016 indelas kommunen i följande distrikt:

- Bokenäs
- Bäve
- Dragsmark
- Forshälla
- Grinneröd
- Herrestad
- Högås
- Lane-Ryr
- Ljung
- Resteröd
- Skredsvik
- Uddevalla

### Tätorter
Det finns tolv tätorter i Uddevalla kommun.
I tabellen presenteras tätorterna i storleksordning per den 31 december 2015.
| Nr | Tätort                 | Befolkning |
| -- | ---------------------- | ---------- |
| 1  | Uddevalla (centralort) | 34 781     |
| 2  | Ljungskile             | 4 039      |
| 3  | Kurveröd               | 1 408      |
| 4  | Ammenäs                | 563        |
| 5  | Fagerhult              | 499        |
| 6  | Lanesund och Överby    | 461        |
| 7  | Restenäs och Ulvesund  | 451        |
| 8  | Strand                 | 447        |
| 9  | Utby                   | 410        |
| 10 | Hogstorp               | 384        |
| 11 | Sund                   | 382        |
| 12 | Smedseröd              | 245        |

## Styre och politik

### Styre
Mandatperioden 2010–2014 styrdes kommunen av en blocköverskridande koalition bestående av Socialdemokraterna, Vänsterpartiet, Folkpartiet och Miljöpartiet. Tillsammans samlade partierna 31 av 61 mandat i kommunfullmäktige. Efter valet 2014 lämnade Folkpartiet makten medan de rödgröna stannade kvar. I sin gemensamma politiska plattform uppgavs att prioriterade områden var "god livskvalité, trygghet för äldre, jämlik skola för alla, miljö och etik vid upphandling samt kommunen som attraktiv arbetsgivare".  En ny styrande koalition bestående av sex partier tillträdde efter valet 2018. Efter en "förtroendekris mot kommunstyrelsens ordförande och uddevallapartisten Christer Hasslebäck" sprack dock samarbete i början av 2020. En ny koalition bestående av Socialdemokraterna, Moderaterna, Centerpartiet och Liberalerna tog då över rodret.
Mandatperioden 2022–2026 styrs kommunen av en koalition bestående av Sverigedemokraterna, Moderaterna, Kristdemokraterna och Uddevallapartiet.

### Kommunfullmäktige

#### Presidium
| Presidium 2023–2026    | Presidium 2023–2026 | Presidium 2023–2026 |
| ---------------------- | ------------------- | ------------------- |
| Ordförande             | KD                  | Christina Nilsson   |
| Förste vice ordförande | SD                  | Fredrik Stengavel   |
| Andre vice ordförande  | S                   | Louise Åsenfors     |

#### Mandatfördelning 1970–2022
| 3 | 27 | 12 | 12 | 7 |

| 51 | 10 |

| 3 | 27 | 15 | 8 | 8 |

| 50 | 11 |

| 5 | 26 | 16 | 7 | 7 |

| 52 | 9 |

| 3 | 27 | 14 | 7 | 10 |

| 46 | 15 |

| 3 | 30 | 12 | 4 | 12 |

| 49 | 12 |

| 3 | 28 |  | 8 | 9 |  | 11 |

| 46 | 15 |

| 3 | 28 | 5 | 8 | 7 |  | 9 |

| 41 | 20 |

| 4 | 23 | 3 | 3 | 7 | 6 | 4 | 11 |

| 44 | 17 |

| 6 | 28 | 6 | 6 | 4 |  | 10 |

| 35 | 26 |

| 11 | 22 | 4 | 3 | 3 | 7 | 11 |

| 36 | 25 |

| 9 | 23 | 3 | 4 | 6 | 7 | 9 |

| 33 | 28 |

| 3 | 20 | 6 |  | 6 | 3 | 4 | 4 | 14 |

| 33 | 28 |

| 3 | 22 | 4 | 3 |  | 3 | 4 | 4 | 16 |

| 33 | 28 |

| 6 | 21 | 4 | 6 | 5 |  | 4 | 4 | 9 |

| 33 | 28 |

| 4 | 16 | 3 | 9 | 8 | 4 | 4 | 4 | 9 |

| 34 | 27 |

| 4 | 17 |  | 11 | 7 | 3 |  | 5 | 10 |

| 35 | 26 |

### Nämnder

#### Kommunstyrelse
Uddevalla kommun är sedan valet 2022, Sveriges, till befolkningen, största kommun där Sverigedemokraterna innehar platsen som kommunstyrelsens ordförande. Uddevalla är således Sveriges största SD-styrda kommun.
| Presidium 2023–2026    | Presidium 2023–2026 | Presidium 2023–2026 |
| ---------------------- | ------------------- | ------------------- |
| Ordförande             | SD                  | Martin Pettersson   |
| Förste vice ordförande | M                   | Henrik Sundström    |
| Andre vice ordförande  | S                   | Ingemar Samuelsson  |

#### Övriga nämnder
| Nämnd                       | Ordförande | Ordförande              | Förste vice ordförande | Förste vice ordförande | Andre vice ordförande | Andre vice ordförande |
| --------------------------- | ---------- | ----------------------- | ---------------------- | ---------------------- | --------------------- | --------------------- |
| Barn- och utbildningsämnden | M          | Roger Ekeroos           | M                      | Mathilda Sténhoff      | S                     | Annelie Högberg       |
| Krisledningsnämnden         | SD         | Martin Pettersson       | S                      | Ingemar Samuelsson     |                       |                       |
| Kultur- och fritidsnämnden  | M          | Gösta Dahlberg          | SD                     | John Alexandersson     | S                     | Robert Wendel         |
| Samhällsbyggnadsnämnden     | SD         | Mattias Forseng         | UP                     | Kent Andreasson        | S                     | Anna-Lena Heydar      |
| Socialnämnden               | UP         | Ann-Charlott Gustafsson | M                      | Camilla Josefsson      | S                     | Stefan Skoglund       |
| Valnämnden                  | M          | Fredrik Södersten       | S                      | Sebastian Grip Nilsson |                       |                       |

Källa:

### Vänorter
Uddevalla kommun har sju vänorter:
- Thisteds kommun, Danmark
- Loimaa, Finland
- Mosfellsbær, Island
- Skiens kommun, Norge
- Jõhvi[18] - Ida-Virumaa, Estland
- North Ayrshire, Skottland
- Okazaki, Japan

Tidigare fanns även ett samarbetsavtal med Gelnica i  Slovakien.
Vänortskedjan startade av tidigare Uddevalla stad och var då Nordens första vänortskedja. Det första vänortsmötet 1939 hölls med danska Thisted. Samarbetet pausades dock på grund av ockupationen av Norge och Danmark under andra världskriget, men både under och efter kriget hade både Uddevalla och Thisted kontakt med Skien i Norge och Loimaa i Finland, vilket ledde till att dessa orter också bjöds in. Det första vänortsmötet efter kriget ägde rum i Uddevalla 1947. År 1982 utökades kedjan med Mosfellsbaer på Island.
Vänortssamarbetet syftar till att utveckla ett gott och nära samarbete mellan de nordiska vänorterna, baserat på gemensamma nordiska kultur- och värderingsgrunder. 

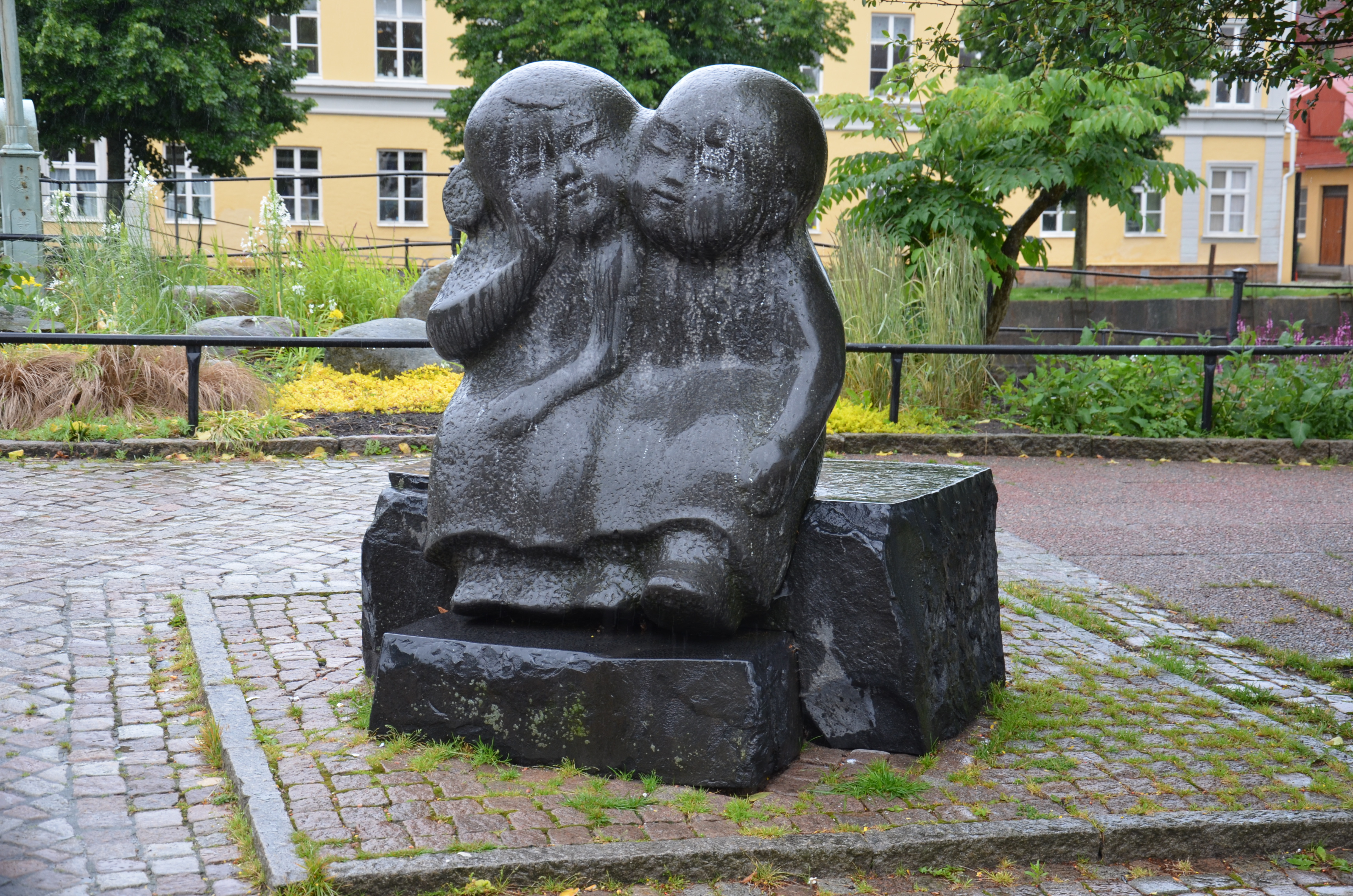
Vänskap, gåva av Okazaki kommun i Japan 1998, vid Bäveån

Varje år hålls en vänortskonferens i någon av de nordiska vänorterna, där varje konferens har ett specifikt tema för utbyte. Därutöver arrangeras årligen aktiva ungdomsutbyten där sex elever i årskurs 8 får möjlighet att delta i ett ungdomsutbyte i någon av våra nordiska vänorter.
Dessutom erbjuds sju elever i årskurs 9 att varje höst delta i ett utbyte med den japanska vänorten Okazaki.

## Ekonomi och infrastruktur

### Näringsliv
Efter nedläggningarna av Uddevallavarvet och senare av Volvo Uddevallaverken har näringslivet i kommunen omstrukturerats mot tjänste- och handelsnäringar. Nu är de största arbetsgivarna kommunen, regionen, Ikea, Mattssonföretagen i Uddevalla AB (en mekanisk verkstadsindustri) och dagstidningen Bohusläningen. Turismen spelar också en viktig roll för ekonomin i området.

### Infrastruktur

#### Transporter
I nord-sydlig riktning genomskärs kommunen av E6. I Ljungskile avtar länsväg 167 åt sydöst och Lilla Edet. Riksväg 44 genomkorsar kommunen i väst-östlig riktning mellan Lysekil och Vänersborg/Trollhättan. I Uddevalla avtar länsväg 172 åt norr och Dalsland.
Nord-sydlig riktning har även Bohusbanan som trafikeras av regiontågen Västtågen mellan Göteborg och Strömstad med stopp vid Ljungskile, Uddevalla Ö och Uddevalla C. Från Uddevalla utgår Älvsborgsbanan som också trafikeras av Västtågen mot Vänersborg, Herrljunga och Borås.
I kommunen finns Uddevallabron.

## Befolkning

### Befolkningsutveckling
Kommunen har 56 990 invånare (31 mars 2025), vilket placerar den på 44:e plats avseende folkmängd bland Sveriges kommuner.
| Befolkningsutvecklingen i Uddevalla kommun 1970–2020 | Befolkningsutvecklingen i Uddevalla kommun 1970–2020 | Befolkningsutvecklingen i Uddevalla kommun 1970–2020 | Befolkningsutvecklingen i Uddevalla kommun 1970–2020 | Befolkningsutvecklingen i Uddevalla kommun 1970–2020 |
| ---------------------------------------------------- | ---------------------------------------------------- | ---------------------------------------------------- | ---------------------------------------------------- | ---------------------------------------------------- |
|                                                      |                                                      |                                                      |                                                      |                                                      |
| År                                                   |                                                      |                                                      | Folkmängd                                            |                                                      |
| 1970                                                 | 1970                                                 |                                                      | 47 725                                               |                                                      |
| 1975                                                 | 1975                                                 |                                                      | 46 861                                               |                                                      |
| 1980                                                 | 1980                                                 |                                                      | 46 032                                               |                                                      |
| 1985                                                 | 1985                                                 |                                                      | 45 816                                               |                                                      |
| 1990                                                 | 1990                                                 |                                                      | 47 345                                               |                                                      |
| 1995                                                 | 1995                                                 |                                                      | 49 003                                               |                                                      |
| 2000                                                 | 2000                                                 |                                                      | 48 971                                               |                                                      |
| 2005                                                 | 2005                                                 |                                                      | 50 314                                               |                                                      |
| 2010                                                 | 2010                                                 |                                                      | 51 868                                               |                                                      |
| 2015                                                 | 2015                                                 |                                                      | 54 180                                               |                                                      |
| 2020                                                 | 2020                                                 |                                                      | 56 787                                               |                                                      |

## Kultur

### Museum
År 2024 fanns fyra museum i Uddevalla kommun. Länsmuseet Bohusläns museums basutställning skildrar Bohusläns historia. Till Bohusläns museum hör även Skalbanksmuseet som visar hur de största kända skalbankarna i världen, vilka återfinns i Uddevalla kommun, tillkom för 10 000 år sedan.
Det stiftelsedrivna Bohusläns försvarsmuseum skildrar "utvecklingen av försvaret i Bohuslän från den tiden då länet tillhörde Danmark-Norge fram till dagens moderna försvar". Sveriges sjömanshusmuseums utställningar visar livet ombord och om andra världskrigets  krigsseglare.

### Kulturarv
- Dragsmarks kloster, klosterruin
- Gustafsberg, en av Sveriges äldsta badorter
- Strandpromenaden, Uddevalla
- Tureborgen, ruin

### Kommunvapen
Blasonering: I fält av silver en grön ek med ollon av guld mellan två gröna granar.
Vapnet, som fastställdes av Kungl Maj:t för Uddevalla stad år 1942, går tillbaka på ett sigill från 1622 med tre träd. Efter den nya kommunbildningen 1971 registrerades vapnet oförändrat i PRV år 1974.
Även landskommunen Ljungskile som ligger söder om Uddevalla tätort, hade ett eget vapen (från 1953), vilket förlorade sin giltighet i samband med sammanslagningen av landskommunen Ljungskile och Uddevalla stad 1971.

Ljungskile landskommun (1953–1970)
Uddevalla stad (1942–1970) Uddevalla kommun (1971-)
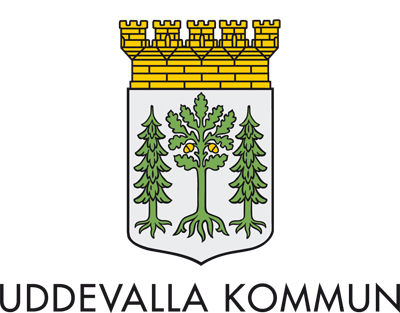
Officiell version (1942–1970) Uddevalla kommun (1971-)